# Lisinopril
Lisinoprilul este un medicament antihipertensiv, fiind utilizat în tratamentul hipertensiunii arteriale și a insuficienței cardiace. Acționează ca inhibitor al enzimei de conversie a angiotensinei (IECA). Calea de administrare disponibilă este cea orală.
Lisinoprilul a fost brevetat în 1978 și a fost aprobat pentru uz medical în 1987. Este disponibil sub formă de medicament generic.

## Utilizări medicale
Lisinoprilul este utilizat în tratamentul:
- hipertensiunii arteriale;
- insuficienței cardiace simptomatice;
- infarctului miocardic acut (scurtă durată - 6 săptămâni, pentru pacienții stabili din punct de vedere hemodinamic, la 24 ore de la IMA);
- bolii renale la pacienții hipertensivi cu diabet zaharat de tip 2 și nefropatie incipientă.